# Iglesia del Sagrado Corazón (Tsedro)
La iglesia del Sagrado Corazón (en chino tradicional, 聖心堂; en chino simplificado, 圣心堂), conocida comúnmente como iglesia católica de Tsedro, o de Cizhong (en chino tradicional y simplificado, 茨中教堂), también llamada iglesia católica tibetana de Tsedro, fue fundada por Jules Dubernard, misionero francés de la Sociedad de las Misiones Extranjeras de París en 1867, dedicada al Sagrado Corazón. Se encuentra en el pueblo de Tsedro (en tibetano: ཊསེ་ཌྲོ, wylie: tase dro), Tse-Chung, Tse-Zhong o Cizhong, en el condado de Dechen (prefectura tibetana de Dechen) que se encuentra en la región sureste de la provincia tibetana de Kham, situada en la esquina noroeste de Yunnan, en la actual China.

## Historia
Se localiza en el pueblo de la montaña de Tsedro, en la margen derecha del río Mekong. Fue construida por primera vez en 1867 en el pueblo de Tsekou (o Cigu), cerca Tsedro, en el sitio de una lamasería. Totalmente saqueada y quemada durante el levantamiento de Batang en 1905 (durante el cual el Padre Jules Dubernard, fundador de la misión, fue martirizado), fue reconstruida en el pueblo de Tsedro, trabajo que duró cinco años, desde 1909 hasta 1911, bajo la supervisión del padre Jean-Théodore Monbeig.

## Galería

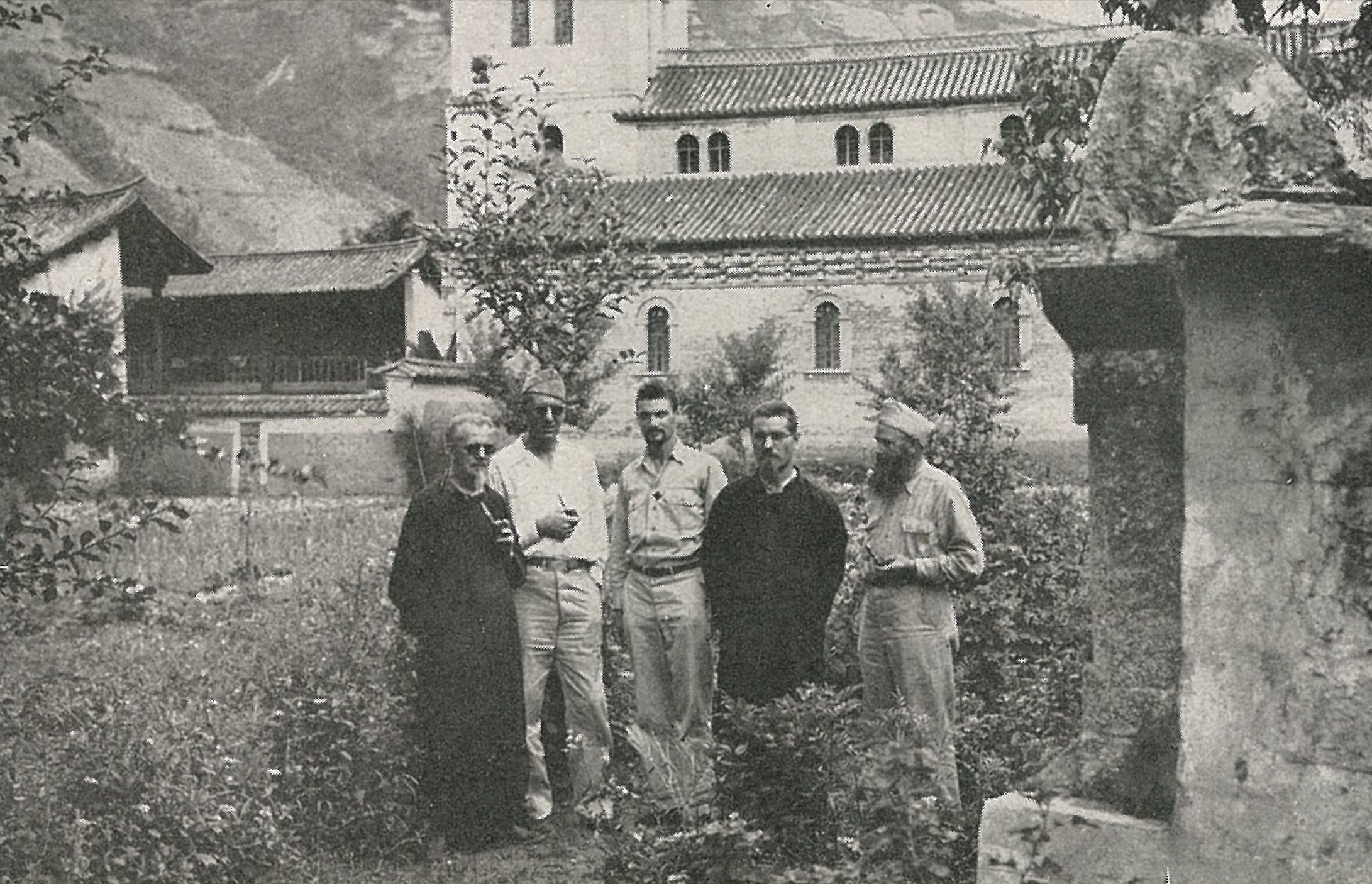
La iglesia entre los años 1937 y 1945. De izquierda a derecha: Francis Goré, Robert Chappelet, Christian Simonnet, Angelin Lovey y Louis Duc.
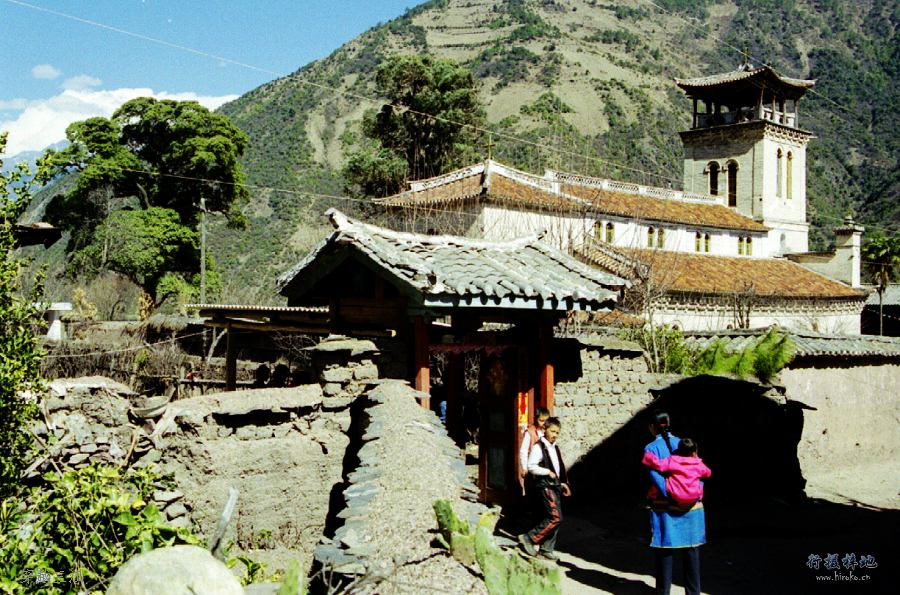
Vista lateral
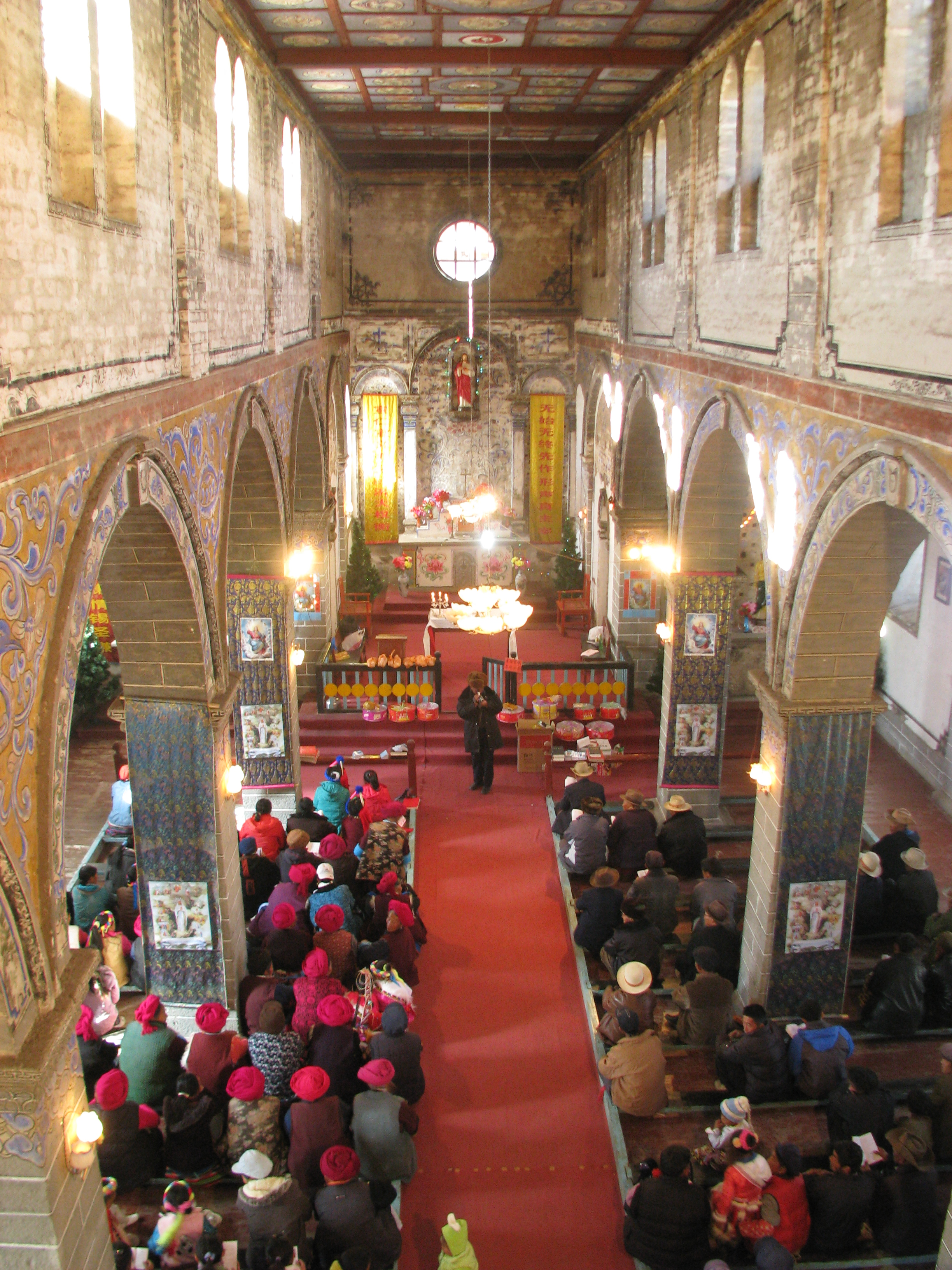
Vista interior
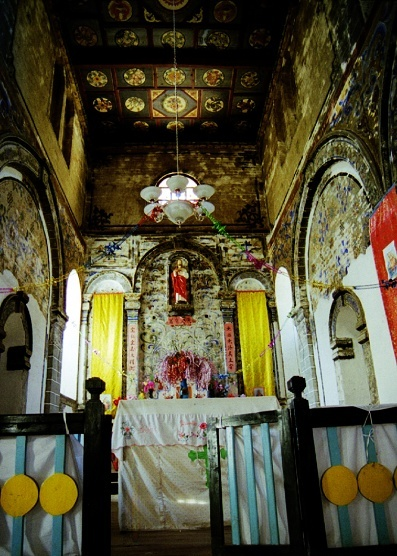
Altar mayor con una imagen devocional del Sagrado Corazón